# Астарта
Астарта (фінік.  , івр. עשתורת, дав.-гр. Ασταρτη), Аштарт (ассиро-вавилонська) — головна богиня семітів, божественне уособлення планети Венери. Широко відома у східному Середземномор'ї від бронзової доби до античності. Відповідає грецькій Афродіті і римській Венері. У міфології семітських народів богиня родючості, материнства й кохання; у деяких племен — богиня місяця, шлюбу, війни. Як богиню місяця Астарту називали «царицею небесною», зображували її з дитиною на руках.
Поклоніння цій богині було широко поширене серед різних народів античності, й ім'я Астарта, в різних формах, було загальноприйнятим. В її культ входила священна проституція.

## Вавилоно-ассирійська Іштар
Одна з богинь ханаанців, вважалась дружиною Ваала. Часто її зображали оголеною зі збільшеними статевими органами.

## Філістимлянська Ашторет
Замість ніг мала риб'ячий хвіст. З цим пов'язували легенди про її обернення на рибу в Ієрополі й уявлення про неї як божество життєдайної вологи. При храмах були священні страви з рибою. Філістимляни називали її Ашторет і вважали богинею війни, як це видно з біблійної розповіді про поразку першого ізраїльського царя Саула. Там розповідається, що його зброю поклали в храм Астарти. Професор Джон Носс (John B. Noss) у своїй книжці «Релігії людства» пише:
|  | Інколи вона хапала в руку меча, стрибала оголеною на коня і стрімголов неслася на криваву різню. |

Але, загалом Астарта була богинею плодючості і найвидатнішою частиною її поклоніння були оргії в храмах або ж на пагорбах присвячених поклонінню Ваалові, де прислуговували храмові утриманці, що займалися жіночою та чоловічою проституцією.

## Сирійська Атаргатіс, Деркето

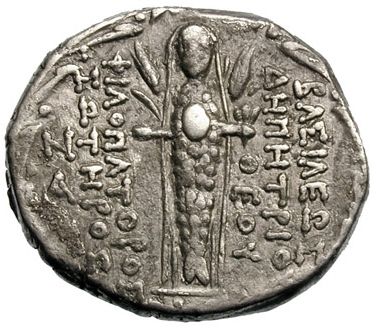
Монета Деметрія III Евкера із зображенням Атаргатіс з Ешкелона.

Атаргатіс (грец. Atargatis), також Деркето́ (грец. Δερκεθώ) — сирійська богиня родючості, шанована в північній Сирії, частково в хананейців і фінікійців. Лукіан у трактаті «Про сирійську богиню» описує такий храм і його культи. Лукіанова Сирійська богиня, будучи тотожною з Атаргатіс, загалом має риси, запозичені від фригійської Кібели. Культ Атаргатіс позначений синкретизмом.
Атаргатіс була одним з найшанованіших божеств елліністичного світу.

## Давня Греція та Рим
З 3 століття до н. е. культ Аштарти приник у Грецію, де її ототожнювали з Афродітою.
У Римі культ Астарти набув поширення у 1 століття до н. е., Атаргатіс шанували під ім'ям Сирійської богині (Деа Сиріа). Зображувалась напівжінкою-напіврибою.

## Радянське трактування
Українська радянська енциклопедія стверджує, що надалі християнство запозичило йменування цієї богині, теж називаючи Марію «царицею небесною» і зображуючи її з дитиною.